# Fëdor Aleksandrovič Romanov

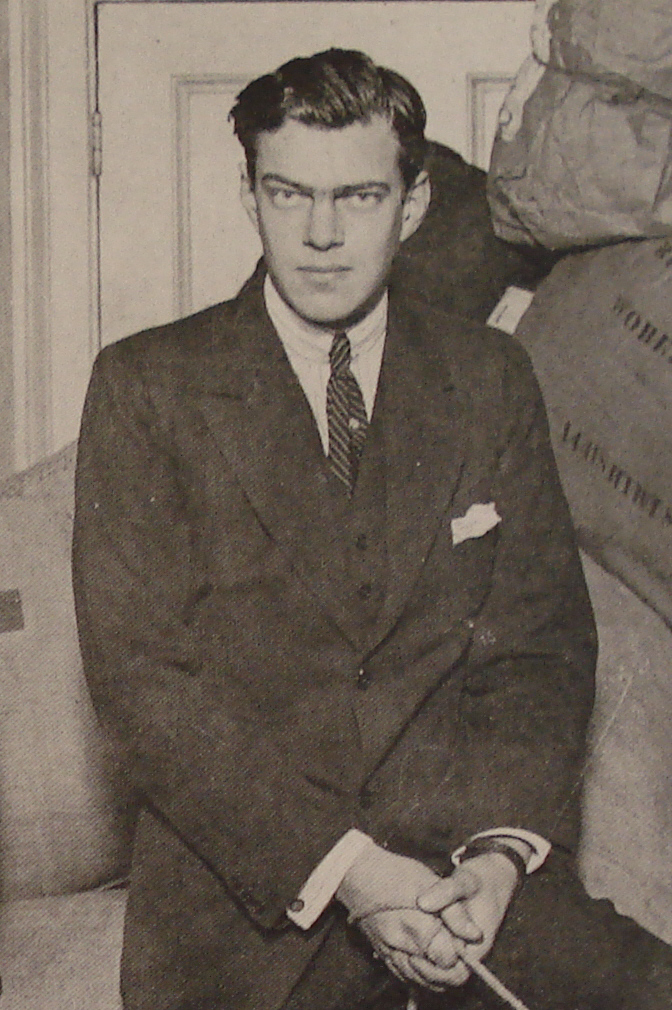
Il principe Fedor Aleksandrovič Romanov

Il principe Fedor Aleksandrovič Romanov (San Pietroburgo, 23 dicembre 1898 – Ascain, 30 novembre 1968) era un membro della famiglia imperiale russa.

## Biografia

### Infanzia
Sua madre era la granduchessa Xenia (1875-1960), figlia dello zar Alessandro III e suo padre era il granduca Sandro, cugino di primo grado del padre della moglie: Dmitrij era quindi pronipote di Nicola I di Russia per parte di padre e pro-pronipote dello stesso per parte di madre, oltre ad avere per nonno Alessandro III e per zio Nicola II, particolarmente legato alla sorella ed al cognato.

### Rivoluzione bolscevica
Passò la prima giovinezza tra il sud della Francia, luogo di vacanza molto amato dalla nobiltà internazionale, ed i palazzi imperiali russi. Quando l'imperatore Nicola II abdicò in seguito alla rivoluzione di febbraio nel 1917, l'Imperatrice vedova si ritirò in Crimea con moltissimi parenti, fra cui la figlia Xenia, il genero ed i loro figli: nel 1918 molti di loro furono incarcerati vicino a Jalta, ma un mese dopo vennero liberati dalle truppe tedesche in seguito alla firma del Trattato di Brest-Litovsk. 
L'11 aprile 1919 i Romanov vennero salvati da un quasi sicuro massacro da parte dei bolscevichi poiché riuscirono ad imbarcarsi su una nave da guerra britannica, la HMS Marlborough, mandata apposta da re Giorgio V., che li portò a Malta dove rimasero per circa nove mesi.

### Esilio e morte
Durante i suoi primi anni d'esilio visse a Parigi, dove s'era trasferita tutta la sua famiglia e molti parenti: prese domicilio nella casa della sorella principessa Irina Yusupova. Il 21 maggio 1923 Fedor sposò la lontana cugina la principessa Irina Pavlovna Paley, figlia delle nozze morganatiche tra il granduca Pavel Aleksandrovič (fratello di Alessandro III di Russia) e la principessa Olga Paley. Benché essi divorziassero già nel 1936, sia l'ex moglie che la propria sorella Irina si presero cura di lui, pagandogli le medicine ed i farmaci per la tubercolosi, di cui soffriva e di cui alla fine morì.

## Discendenza
Il granduca Andreij e la principessa Irina Pavlovna Paley ebbero due figli:
- Principe Michail Fëdorovič Romanov (Parigi, 4 maggio 1924 - 22 settembre 2008): sposò nel 1958 Helga Staufenberger da cui divorziò nel 1992 per risposarsi due anni dopo con Maria de las Mercedes Ustrell-Cabani (1960 - viv.).
- Principessa Irene Fëdorovna Romanova (Fontenay, 7 maggio 1934 - viv.): sposò Andre Jena Pelle nel 1955 divorziandone nel 1959; sposò nel 1962 Victor-Marcel Soulas, da cui ha divorziato. Si ritiene che, anche se nata prima del divorzio di Irina e Fëdor, egli non ne sia il padre.

## Ascendenza
|                                   |                             |                                  | Genitori                                                           |  |  | Nonni |  |  | Bisnonni              |  |  | Trisnonni             |  |
|                                   |                             |                                  |                                                                    |  |  |       |  |  | 8. Nicola I di Russia |  |  | 16. Paolo I di Russia |  |
|                                   |                             |                                  |                                                                    |  |  |       |  |  | 8. Nicola I di Russia |  |  | 16. Paolo I di Russia |  |
|                                   |                             | 17. Sofia Dorotea di Württemberg |                                                                    |  |  |       |  |  | 8. Nicola I di Russia |  |  |                       |  |
| 4. Michail Nikolaevič Romanov     |                             |                                  |                                                                    |  |  |       |  |  | 8. Nicola I di Russia |  |  |                       |  |
|                                   |                             | 9. Carlotta di Prussia           | 18. Federico Guglielmo III di Prussia                              |  |  |       |  |  |                       |  |  |                       |  |
|                                   |                             | 9. Carlotta di Prussia           | 18. Federico Guglielmo III di Prussia                              |  |  |       |  |  |                       |  |  |                       |  |
|                                   |                             | 9. Carlotta di Prussia           | 19. Luisa di Meclemburgo-Strelitz                                  |  |  |       |  |  |                       |  |  |                       |  |
| 2. Aleksandr Michajlovič Romanov  |                             | 9. Carlotta di Prussia           |                                                                    |  |  |       |  |  |                       |  |  |                       |  |
|                                   |                             | 10. Leopoldo di Baden            | 20. Carlo Federico di Baden                                        |  |  |       |  |  |                       |  |  |                       |  |
|                                   |                             | 10. Leopoldo di Baden            | 20. Carlo Federico di Baden                                        |  |  |       |  |  |                       |  |  |                       |  |
|                                   |                             | 10. Leopoldo di Baden            | 21. Luisa Carolina di Hochberg                                     |  |  |       |  |  |                       |  |  |                       |  |
| 5. Cecilia di Baden               |                             | 10. Leopoldo di Baden            |                                                                    |  |  |       |  |  |                       |  |  |                       |  |
|                                   |                             | 11. Sofia Guglielmina di Svezia  | 22. Gustavo IV Adolfo di Svezia                                    |  |  |       |  |  |                       |  |  |                       |  |
|                                   |                             | 11. Sofia Guglielmina di Svezia  | 22. Gustavo IV Adolfo di Svezia                                    |  |  |       |  |  |                       |  |  |                       |  |
|                                   |                             | 11. Sofia Guglielmina di Svezia  | 23. Federica di Baden                                              |  |  |       |  |  |                       |  |  |                       |  |
| 1. Fëdor Aleksandrovič Romanov    |                             | 11. Sofia Guglielmina di Svezia  |                                                                    |  |  |       |  |  |                       |  |  |                       |  |
|                                   | 12. Alessandro II di Russia | 24. Nicola I di Russia (= 8)     |                                                                    |  |  |       |  |  |                       |  |  |                       |  |
|                                   | 12. Alessandro II di Russia | 24. Nicola I di Russia (= 8)     |                                                                    |  |  |       |  |  |                       |  |  |                       |  |
|                                   | 12. Alessandro II di Russia | 25. Carlotta di Prussia (= 9)    |                                                                    |  |  |       |  |  |                       |  |  |                       |  |
| 6. Alessandro III di Russia       | 12. Alessandro II di Russia |                                  |                                                                    |  |  |       |  |  |                       |  |  |                       |  |
|                                   |                             | 13. Maria d'Assia-Darmstadt      | 26. Luigi II d'Assia                                               |  |  |       |  |  |                       |  |  |                       |  |
|                                   |                             | 13. Maria d'Assia-Darmstadt      | 26. Luigi II d'Assia                                               |  |  |       |  |  |                       |  |  |                       |  |
|                                   |                             | 13. Maria d'Assia-Darmstadt      | 27. Guglielmina di Baden                                           |  |  |       |  |  |                       |  |  |                       |  |
| 3. Ksenija Aleksandrovna Romanova |                             | 13. Maria d'Assia-Darmstadt      |                                                                    |  |  |       |  |  |                       |  |  |                       |  |
|                                   |                             | 14. Cristiano IX di Danimarca    | 28. Federico Guglielmo di Schleswig-Holstein-Sonderburg-Glücksburg |  |  |       |  |  |                       |  |  |                       |  |
|                                   |                             | 14. Cristiano IX di Danimarca    | 28. Federico Guglielmo di Schleswig-Holstein-Sonderburg-Glücksburg |  |  |       |  |  |                       |  |  |                       |  |
|                                   |                             | 14. Cristiano IX di Danimarca    | 29. Luisa Carolina d'Assia-Kassel                                  |  |  |       |  |  |                       |  |  |                       |  |
| 7. Dagmar di Danimarca            |                             | 14. Cristiano IX di Danimarca    |                                                                    |  |  |       |  |  |                       |  |  |                       |  |
|                                   |                             | 15. Luisa d'Assia-Kassel         | 30. Guglielmo d'Assia-Kassel                                       |  |  |       |  |  |                       |  |  |                       |  |
|                                   |                             | 15. Luisa d'Assia-Kassel         | 30. Guglielmo d'Assia-Kassel                                       |  |  |       |  |  |                       |  |  |                       |  |
|                                   |                             | 15. Luisa d'Assia-Kassel         | 31. Luisa Carlotta di Danimarca                                    |  |  |       |  |  |                       |  |  |                       |  |
|                                   |                             | 15. Luisa d'Assia-Kassel         |                                                                    |  |  |       |  |  |                       |  |  |                       |  |

## Fonti
- Van Der Kiste e John & Hall Coryne, Once a Grand Duchess: Xenia, Sister of Nicholas II, Sutton Publishing, 2002. ISBN 0750927496.